# Plaza Litewski (Lublin)
La Plaza Litewski (en español: Plaza Lituana) es una plaza en el centro de Lublin con una superficie de unos 35.000 metros cuadrados, creada en la década de 1820 para celebrar desfiles militares. Su antiguo nombre, la Plaza de la Instrucción Militar, proviene de su propósito original. La Plaza Litewski es el lugar central de Lublin, donde se celebran las ceremonias estatales, los acontecimientos y otros eventos. En el registro de monumentos inmuebles, la Plaza Litewski lleva el número A/588 y fue inscrita en el registro el 10 de abril de 1972.

## Historia

### Hasta 1918
En el siglo XVI, la actual plaza estaba atravesada por una carretera que conducía al puente sobre el río Czechówka y a la ruta hacia Varsovia. En aquella época, este territorio pertenecía a los Radziwiłł. En el siglo XVII pasó a ser propiedad de Józef Karol Lubomirski, y luego de su hija Maria Anna, esposa de Paweł Karol Sanguszko. Después de la familia Sanguszko, la plaza fue propiedad de los Szeptyccy, y en 1801, durante una subasta pública, fue adquirida por Beniamin Finke y luego donada al gobierno.
Hasta 1818, la zona en la que se encuentra la Plaza Litewski servía como almacén de paja. En 1819, el hospital y la iglesia de los hermanos de San Juan de Dios, que habían sido construidos a mediados del siglo XVIII, fueron demolidos. En 1823, Jan Stompf llevó a cabo una profunda reconstrucción de la plaza y del Palacio Poradziwiłłowski, que se convertiría en la sede de la Comisión del Voivodato de Lublin. Como resultado, se creó la plaza de aproximadamente 2 hectáreas, a la que se le dio el nombre de la Plaza de la Instrucción Militar. En una parte de la plaza, sobre una colina de tierra, se levantó un nuevo monumento a la Unión de Lublin. Según la tradición, la nobleza polaca y lituana se reunió en este lugar en 1569, antes de que se concluyera la unión de los dos países. Este acontecimiento fue conmemorado con un obelisco de ladrillo, que fue destruido durante la demolición de la iglesia de los hermanos de San Juan de Dios. En 1826, el sacerdote Stanislaw Staszic obtuvo el permiso de las autoridades zaristas para erigir un nuevo monumento. El relieve clasicista que representa a Polonia y Lituania fue diseñado por Paweł Maliński. El obelisco mismo fue fundido de hierro.
Más tarde, en los años 1873-1876, en la plaza, en el lugar de la actual fuente, las autoridades zaristas ordenaron la construcción de la iglesia ortodoxa bajo la advocación de la Exaltación de la Santa Cruz. Este edificio, arquitectónicamente insólito en el paisaje de Lublin, recibió un cuerpo principal de cinco cúpulas y una alta torre, en la que se colocó una campana de la iglesia de San Miguel Arcángel, demolida en 1852. Tras la ocupación de Lublin por los austriacos, la iglesia ortodoxa fue transformada en una iglesia de guarnición, y los edificios alrededor de la plaza se convirtieron en la sede de las autoridades del Gobierno General. En 1916, para conmemorar el 125 aniversario de la Constitución del 3 de mayo, en la plaza se colocó una piedra con una nota sobre las celebraciones.
Aproximadamente en 1880, para conmemorar el Levantamiento de Enero, en la plaza se plantó un árbol de la libertad, un álamo negro, más tarde llamado baobab.

### 1918–1989
En 1918, en la Plaza Litewski y sus alrededores tuvieron lugar los acontecimientos relacionados con la toma del poder de los austriacos y la formación del Gobierno Popular Provisional de la República Polaca. Hasta el 2 de noviembre, el Palacio Poradziwiłłowski, en la Plaza Litewski, fue la residencia del gobernador, y el 7 de noviembre se convirtió en la sede del gabinete de Ignacy Daszyński, donde se celebró la primera reunión del gobierno. El edificio del antiguo Banco del Estado, que albergaba el club de oficiales, se convirtió en sede de las reuniones de los oficiales, y allí se tomaron las decisiones relacionadas con la toma de poder del ocupante. Durante la noche del 6 al 7 de noviembre, en el edificio del actualmente inexistente hotel Wiktoria, los activistas de la Organización Militar Polaca internaron a los oficiales relacionados con el Consejo de Regencia del Reino de Polonia, y en el lado opuesto de la plaza, en la calle Niecała, a Juliusz Zdanowski - el Comisario del Consejo de Regencia en Lublin. 
En 1925, la iglesia ortodoxa fue demolida. En la época de la Segunda República polaca la plaza llevaba su nombre actual. Durante la ocupación se cambió el nombre de la plaza por el de Adolf Hitler-Platz, y después de la Segunda Guerra Mundial se le devolvió el nombre de Plaza Litewski. En 1945 se construyó el Monumento de Gratitud al Ejército Soviético, con la representación de un soldado con la bandera desplegada. En la década de 1950, tras la muerte de Stalin, la plaza se denominó Plaza de José Stalin. En 1974 se instaló la placa del Soldado Desconocido y en 1981 se erigió un monumento para conmemorar el 190º aniversario de la Constitución del 3 de mayo.

## Desde el año 1989

### 1989–2010
En 2009, en la plaza solo se habían realizado cambios cosméticos, estimados en 850.000 zl. En 1990, el baobab fue declarado monumento natural. En la década de 1990 se desmanteló el Monumento a la Gratitud al Ejército Soviético. En 2001 se inauguró el monumento al mariscal Piłsudski. A principios del siglo XXI el baobab comenzó a morir.

### Desde el año 2010
En julio de 2010, las autoridades de Lublin anunciaron un concurso para la revitalización de la plaza Litewski. Los planes de reurbanización se basaban en el supuesto de que la plaza sería una zona principalmente para los peatones. Según este plan, el paseo de Krakowskie Przedmieście debía ampliarse hasta la calle Kołłątaja, y la calle contigua al Hotel Europa debía cerrarse. Se ha considerado la posibilidad de utilizar los edificios de la Universidad Maria Curie-Skłodowska para fines públicos y trasladar la estación meteorológica allí ubicada.
En 2013, se adoptó un concepto de reconstrucción, con los planes preparados tres años antes. Se preveía que la inversión estaría terminada en 2014 y que costaría unos 30 millones de zlotys. Las fechas límite se pospusieron. Los planes de octubre de 2014 preveían el comienzo de la reconstrucción en la primavera de 2015, con un coste estimado de 62 millones de zlotys. La licitación se anunció un año después y la fecha de finalización de la inversión se fijó para la primavera de 2017.
Desde el año 2017 roku
En abril de 2016 comenzó la reconstrucción de la plaza. La idea básica era ampliar el calle peatonal hasta el cruce con la calle Kołłątaja (eliminación del tráfico de vehículos en este tramo). Durante las obras, se aseguraron los cimientos de la iglesia ortodoxa y se descubrieron los restos de antiguas rutas y edificios. Se ha conservado la disposición espacial de la plaza. Se reconstruyó la ruta histórica que llevaba en dirección a Wieniawa. Los cambios concernieron a la superficie, la composición de las zonas verdes y las plantaciones, la fuente, la iluminación de los edificios que rodean la plaza y los monumentos. Se eliminó la antigua fuente y se construyeron otras nuevas, incluyendo un complejo de dispositivos de agua con un dique de cinco metros de altura y el sistema de control de cinco funciones más moderno de Europa (agua, luz, sonido, láseres y la imagen proyectada en la fachada del edificio de correo postal). Las plazas que llevan el nombre de Mieczysław Albert Krąpc y Józef Czechowicz han sido revitalizadas. La Plaza Litewski remodelada se abrió al público en junio de 2017.
En 2017, tras la rotura de una rama del baobab, se tomó la decisión de retirar el árbol.